# Islam in Libanon

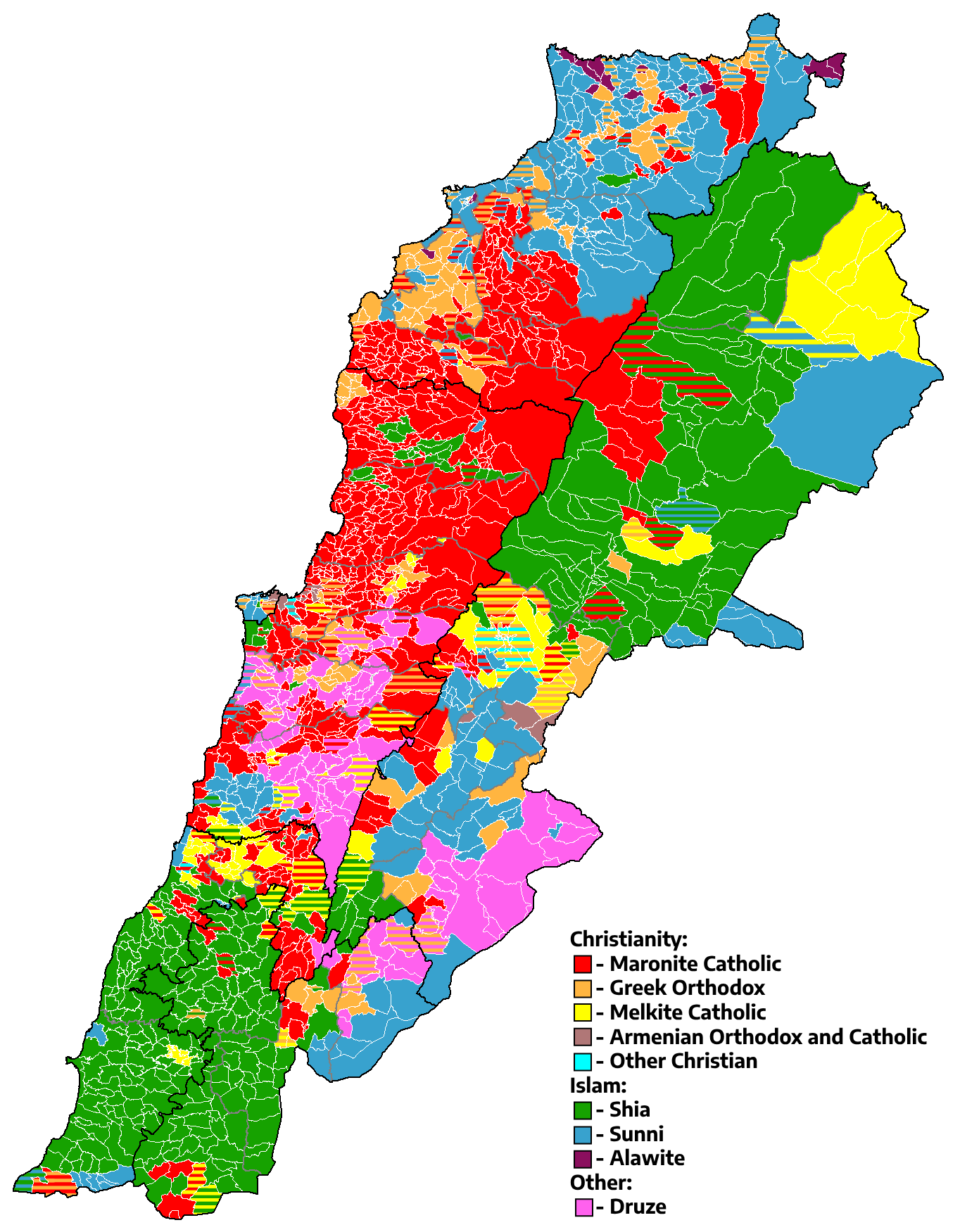
Religieuze kaart van Libanon

De islam in Libanon is verdeeld in diverse stromingen; soennieten, sjiieten, alawieten en ismailieten en druzen. Moslims (inclusief de druzen) vormen 59% van de totale bevolking van Libanon, gevolgd door de christenen die 39% van de bevolking uitmaken. Sjiieten onderhouden nauwe banden met Iran terwijl soennieten meer aanleunen bij Saoedi-Arabië
De sjiieten die ongeveer 27% van de totale bevolking van Libanon uitmaken wonen voornamelijk in het noordelijke deel van de Bekavallei, Zuid-Libanon en de zuidelijke delen van de hoofdstad Beiroet. De meeste sjiieten volgen de jafari-stroming die ook wel gekend staan als twaalvers, gevolgd door een minderheid alawieten en ismailieten (zeveners).
Ongeveer 26% van de Libanese bevolking is soennitisch die voornamelijk geconcentreerd zijn in de kuststeden zoals West-Beiroet, Tripoli en Sidon. Zij volgen vooral de hafanitische en de shafiietische rechsschool.
De druzen vormen 5% van de bevolking. Alhoewel de druzen zich in de middeleeuwen hebben afgescheiden van de ismailieten beschouwden zij zichzelf niet als moslims.
Volgens de voorwaarden van een overeenkomst die bekendstaat als het Nationaal Pact tussen de verschillende politieke en religieuze leiders van Libanon, moet de president van het land een christen zijn, de premier een soenniet en de voorzitter van het parlement een sjiiet.
Religieuze spanningen hebben in het verleden geleid tot de Libanese burgeroorlog (1975-1990) die eindigde met het Vredesakkoord van Taif.